# Melvin Samsom
Melvin Samsom, född 14 november 1959 i Waarde i Nederländerna, är en nederländsk gastroenterolog och sjukhusadministratör.
Han har varit professor i gastroenterologi och har bland annat forskat vid Mayokliniken i Rochester i Minnesota i USA. Han har varit klinikchef och divisionschef vid University Medical Center Utrecht i Utrecht i Nederländerna. Han var chefsläkare och 2011–2014 direktör för Radboud University Nijmegen Medical Center i Nijmegen i Nederländerna.
Han var oktober 2014–2019 sjukhusdirektör för Karolinska universitetssjukhuset i Stockholm. Uppdraget var framför allt att genomföra flytten till Nya Karolinska Solna och att införa en ny organisation efter konceptet "värdebaserad vård". 
Han utsågs 2019 till direktör för hälsa och välmående i den planerade storstaden Neom, som ska uppföras i nordvästra Saudiarabien.